# FN SLP半自動霰彈槍
FN SLP（SLP，意為：自動裝填警用霰彈槍）是一款由比利时槍械製造商埃斯塔勒國營工廠所研製及生產的警用半自動戰術散彈槍（戰術型時則是軍警兩用霰彈槍），發射12鉛徑霰彈。

## 設計細節
FN SLP是一枝氣動式操作的霰彈槍，國營赫斯塔爾目前生產了五種不同的型號：SLP標準型、SLP Mark I型、SLP戰術型、SLP Mark I戰術型和SLP Mark I比賽型。SLP系列於2008年推出，並且被美國槍手杂志命名為“2009年度霰彈槍”。
FN SLP的扳機扣力為27.58—32.47牛頓（6.2—7.3磅力）。國營赫斯塔爾聲稱，SLP“能夠在不到1秒鐘內發射8發霰彈”。

### 槍管組件
鋼製滑膛槍管表面塗裝成啞光黑色，膛室內進行了鍍鉻處理。槍口安裝有標準型喉缩。槍管前端上方用燕尾槽安裝了紅色光纖式準星，缺口式照門安裝在槍管後部上方的導軌座前端，照門可調節高低及方向。

### 導氣組件
FN SLP採用活塞導氣式自動方式，導氣組件由活塞、活塞筒組成。當霰彈發射時，燃氣經過導氣孔推動活塞、活塞筒向後運動，活塞桿帶動槍機組件向後運動完成拋殼動作，槍機復進則完成推彈上膛動作。導氣組件包裹在長356毫米（14.02英吋）的聚合物護木裡面，具有良好的保護作用。護木下方的握持部分設有一大片菱形防滑紋，防滑效果很好。

### 鋁合金機匣
航空級鋁合金打造的機匣十分堅固，表面也是啞光黑色塗裝。機匣頂部設有導軌。機匣右側刻有國營赫斯塔爾的商標和口徑銘文，左側刻有槍械名稱和槍號。槍機由鋼製成。拉機柄較長，方便操作。SLP的無彈後定解脫桿位於霰彈槍機匣的右側面、拋殼口的前下方。扳機護圈採用聚合物製造而成，橫閂式保險桿設在扳機與扳機護圈的後部，保險桿推向右側為保險狀態；推向左側為解除保險狀態，此時保險桿左側有醒目的紅色圓圈露出，射手可以扣動扳機射擊。

### 聚合物槍托
聚合物製造的黑色槍托採用傳統的外形，槍托握持部分刻有菱形防滑紋。槍托底部設有一個鋼製槍背帶環，與護手下方的背帶環相配合，用於安裝槍背帶。槍托尾部帶有鏤空設計的橡膠製緩衝墊，鏤空設計比起實心的橡膠緩衝墊能吸收更多的後坐能量。橡膠緩衝墊尾端制有橫向防滑紋，抵肩射擊時不易滑脫。

### 瞄準具
FN SLP具有一條MIL-STD-1913戰術附件導軌，並且配備了可調節的機械瞄具；SLP標準型的瞄準基線可在447.04—546.1毫米（17.6—21.5英吋）之間調節，而Mark I型的瞄準基線則固定在457.2毫米（18英吋）。

### 各種附件
國營赫斯塔爾隨槍配有一個聚合物製槍箱。此外，公司還提供一些可選的附件，包括普通和戰術型槍背帶、不同長度的喉缩、附件導軌、閉鎖裝置和鑰匙、標準Invector改進型微縮口和改良收束器、收束器扳手、兩個主動氣閥活塞（一個用於高膛壓，而另一個用於低膛壓）、三塊可互換式托腮板（只可在戰術型上使用）、三塊可互換式後座緩衝墊（只可在戰術型上使用）、以及其使用說明書。

## 衍生型

### 民用比賽型
FN SLP主要面向警用領域，為了擴展市場，FN公司也推出了SLP Mark I民用比賽型半自動霰彈槍。其槍機組件、托彈板、拉機柄和活塞都進行了鍍镍處理，呈銀色；機匣、彈倉都塗裝成藍色；護手、槍管、槍托則塗裝成黑色。比賽型外觀上由藍色、黑色、銀色三種顏色混搭而成。

### 戰術型
針對軍用和特警用半自動霰彈槍市場，FN公司還推出了FN SLP和SLP Mark I的戰術型。戰術型的槍管縮短到457.2毫米（18英吋），這樣全槍長相應縮短到990.6毫米（39英吋），全槍更為短小靈活，代價是彈倉容量相應地下降至6發。護木前方彈倉部位的左右兩側和下方各安裝一段短導軌，滿足射手安裝戰術附件的需求。聚合物槍托增加了M4卡賓槍類型手槍握把，槍托上增加了可互換式托腮板，這種設計在霰彈槍上少有。

## 使用國
- 比利时
  - 比利時陸軍特種部隊群

## 資料來源
1. 1 2 3 4 5 6 7 8  . FNH USA. 2012  [September 7, 2012]. （原始内容存档于2012年9月5日）.
2. 1 2 3 4 5  . FNH USA. 2012  [September 7, 2012]. （原始内容存档于2013年9月4日）.
3. 1 2 3 4  . FNH USA. 2012  [September 7, 2012]. （原始内容存档于2013年9月1日）.
4. 1 2 3 4  . FNH USA. 2012  [September 7, 2012]. （原始内容存档于2013年9月3日）.
5. 1 2 3 4  . FNH USA. 2012  [September 7, 2012]. （原始内容存档于2013年11月2日）.
6. 1 2 3 4 5 6 7 8 9 10 11 12 13 14 15 16 17 18 19 20 21 22 23   (PDF). FNH USA. 2011  [September 7, 2012]. （原始内容 (PDF)存档于2012年9月4日）.

## 外部連結
- （英文）—官方网站
- （英文）—官方网站 – FNH USA
- （英文）—Owner's Manual（页面存档备份，存于）
- （英文）—The Firearm Blog.com—
  - FN Anthem: We Are FN & We Are Legendary（页面存档备份，存于）
  - Gun Review: FN SLP Competition Shotgun（页面存档备份，存于）
- （英文）—The Truth About Guns.com—Question of the Day: What’s Your Favorite Gun Brand and Why?（页面存档备份，存于）
- （英文）—Tactical Life.com—
  - FN SLP named National Rifle Association “Shotgun of the Year”（页面存档备份，存于）
  - FNH USA SLP MARK I 12GA（页面存档备份，存于）
  - FN’s Adaptable SLP Tactical 12-Gauge | Gun Preview（页面存档备份，存于）
  - Top 12 Tactical Shotguns For Law Enforcement Pros（页面存档备份，存于）
  - Shotgun Guide: 10 Ultra Fast Smoothbores（页面存档备份，存于）
  - Top Shotguns in 2014 From SPECIAL WEAPONS FOR MILITARY & POLICE（页面存档备份，存于）
  - The 20 Best Guns For Law Enforcement in 2016（页面存档备份，存于）
  - SLP Competition: FN America’s 12-Gauge Range Master（页面存档备份，存于）
  - SLP Competition: FN America’s 12-Gauge Range Master（页面存档备份，存于）
  - 15 Shotguns Designed For 3-Gun Competitions（页面存档备份，存于）
- （英文）—Personal Defense World.com—
  - 7 Semi-Auto Shotguns For Sportsmen and Home Defenders（页面存档备份，存于）
  - New For 2016: 15 Pump-Action & Semi-Auto Shotguns（页面存档备份，存于）
- （英文）—American Rifleman.org－FNH USA Self-Loading Police
- （英文）—weaponsystems.net—FN SLP（页面存档备份，存于）
- （英文）—FNH Firearms Blog（页面存档备份，存于）
- （俄文）—Энциклопедия Вооружений－FN SLPS (Self Loading Police Shotgun)（页面存档备份，存于）

### 视频
- （英文）—YouTube上的American Guardian SLP video